# Новик, Николай Петрович
Николай Петрович Новик (1920—1944) — старший лейтенант Рабоче-крестьянской Красной Армии, участник Великой Отечественной войны, Герой Советского Союза (1945).

## Биография
Николай Новик родился 19 декабря 1920 года в селе Гавронщина (ныне — Макаровский район Киевской области Украины). Окончил сельскую школу. В 1940 году Новик был призван на службу в Рабоче-крестьянскую Красную Армию. Окончил артиллерийское училище. С начала Великой Отечественной войны — на её фронтах.
К апрелю 1944 года старший лейтенант Николай Новик командовал батареей 1642-го истребительно-противотанкового артиллерийского полка 1-й гвардейской армии 1-го Украинского фронта. Отличился во время освобождения Станиславской области Украинской ССР. Батарея Новика в течение суток вела ожесточённые бои за село Хомяковка, отразив четыре контратаки и уничтожив 2 танка и около роты солдат и офицеров противника. Также батарея Новика неоднократно отличалась в боях за населённые пункты Черняхов и Братковцы. В бою Новик получил ранение, но сумел вывести свою батарею из окружения вместе со всеми орудиями. После госпиталя и побывки дома Новик вернулся в батарею. 23 июня 1944 года в бою за село Думка Тлумачского района он погиб. Похоронен в Тлумаче.
Указом Президиума Верховного Совета СССР от 24 марта 1945 года за «успешное и умелое управление огнём батареи в наступательных боях, в результате которых было уничтожено 8 танков, 4 бронетранспортёра и другая техника врага, освобождено несколько населенных пунктов» старший лейтенант Николай Новик посмертно был удостоен высокого звания Героя Советского Союза. Также был награждён орденами Ленина, Отечественной войны 2-й степени и Красной Звезды, рядом медалей.
В честь Новика названа школа на его родине.